# Sd Kfz 247
Sd.Kfz. 247とは、第二次世界大戦中にドイツ国防軍が使用した装輪装甲車である。大戦前、6輪型の車輌（Ausf. A）が10両製造された。生産は戦中に続き、58両の4輪型（Ausf. B）となった。正式な名称は「schwerer geländegängiger gepanzerter Personenkraftwagen」（路外機動型重装甲兵員輸送車）である。本車は捜索大隊の指揮車両として使用され、名称のように兵員輸送には使用されなかった。

## 説明
「Sd.Kfz. 247」は天井が開放式で、薄い装甲を車体に施した装輪車輌である。本車は武装しておらず、6名の乗員は戦闘を想定して乗せているものではない。代わりに、本車はバイクや機械化された偵察大隊における司令部としての使用を企図した。文献によってはいずれの車輌も無線設備を全く装備しなかったとしている。本車の装甲は30mの距離から撃たれた7.92mm徹甲弾に耐えるよう想定したものである。写真による資料では、幾台かの「Ausf. B」が、乗員室内に無線用のシュテルンアンテナを取り付けるよう改造されているのが示され、また増加装甲板が車体下部の傾斜部分にボルトで固定されている。
1937年から1938年にA型が生産されたが車内が狭い為、1941年からB型が製造開始され、1942年1月に生産中止された。

### Ausf. A
1937年、クルップでは「Ausf. A」10両を製造した。シャシーは「L 2 H 143」、クルップ・プロッツェと呼ばれていた製品で、6輪4軸駆動のトラックだった。この車輌は4気筒空冷フラット配置のガソリンエンジンを搭載し、排気量は3.5リットルだった。クルップM305と呼ばれるこのエンジンは65馬力を発揮し、車輌を最高70km/hで走らせ、航続距離は350kmだった。このシャシーを用いた他の全ての車輌と同様、「Ausf. A」は非常に限定的な不整地走行能力しか持っておらず、操縦手は路上や踏み固められた轍から出ないように助言された。車輌の自重は5.2tである。全長は5.2m、全幅は1.96m、全高は1.7mだった。

### Ausf. B
ダイムラー・ベンツでは1941年から1942年にかけ、4輪駆動の重統制型シャーシ、「s.Pkw. Typ 1c」をベースに58両を製造した。このシャーシは重統制型乗用車 ホルヒ108 typ 1a、1bの簡易型であるtyp 40に用いられたものと基本的に同じもので、ステアリングは前輪のみで、シャーシ中央部の接地防止を兼ねた予備輪はなかった。前方に搭載されたエンジンは8気筒、排気量3.823リットルのホルヒ3.5ガソリンエンジンだった。このエンジンは路上で80km/hの速度を達成した。本車の航続距離は400kmである。

## 装甲
| 装甲厚/垂直からの傾斜角度 | 前面    | 側面    | 後面    | 上底面 |
| ------------------------- | ------- | ------- | ------- | ------ |
| 上部構造                  | 8mm/38° | 8mm/35° | 8mm/30° | 開放式 |
| 車体                      | 8mm/35° | 8mm/35° | 8mm/36° | 6mm    |